# Glande rétrogonoporale
 (juin 2025).
Motif : Semble n'être qu'un gros travail inédit de A. LOPEZ
- Archive Wikiwix
- Bing
- Cairn
- DuckDuckGo
- E. Universalis
- Gallica
- Google
- G. Books
- G. News
- G. Scholar
- Persée
- Qwant
- (zh) Baidu
- (ru) Yandex
- (wd) trouver des œuvres sur Wikidata

| 1. | Préciser le motif de la pose du bandeau. | Précisez le motif de la pose du bandeau en utilisant la syntaxe suivante : {{admissibilité à vérifier\|date=juin 2025\|motif=remplacez ce texte par le motif}}                              |
| 2. | Informer les utilisateurs concernés.     | Pensez à avertir le créateur de l'article, par exemple, en insérant le code ci-dessous sur sa page de discussion : {{subst:avertissement admissibilité à vérifier\|Glande rétrogonoporale}} |

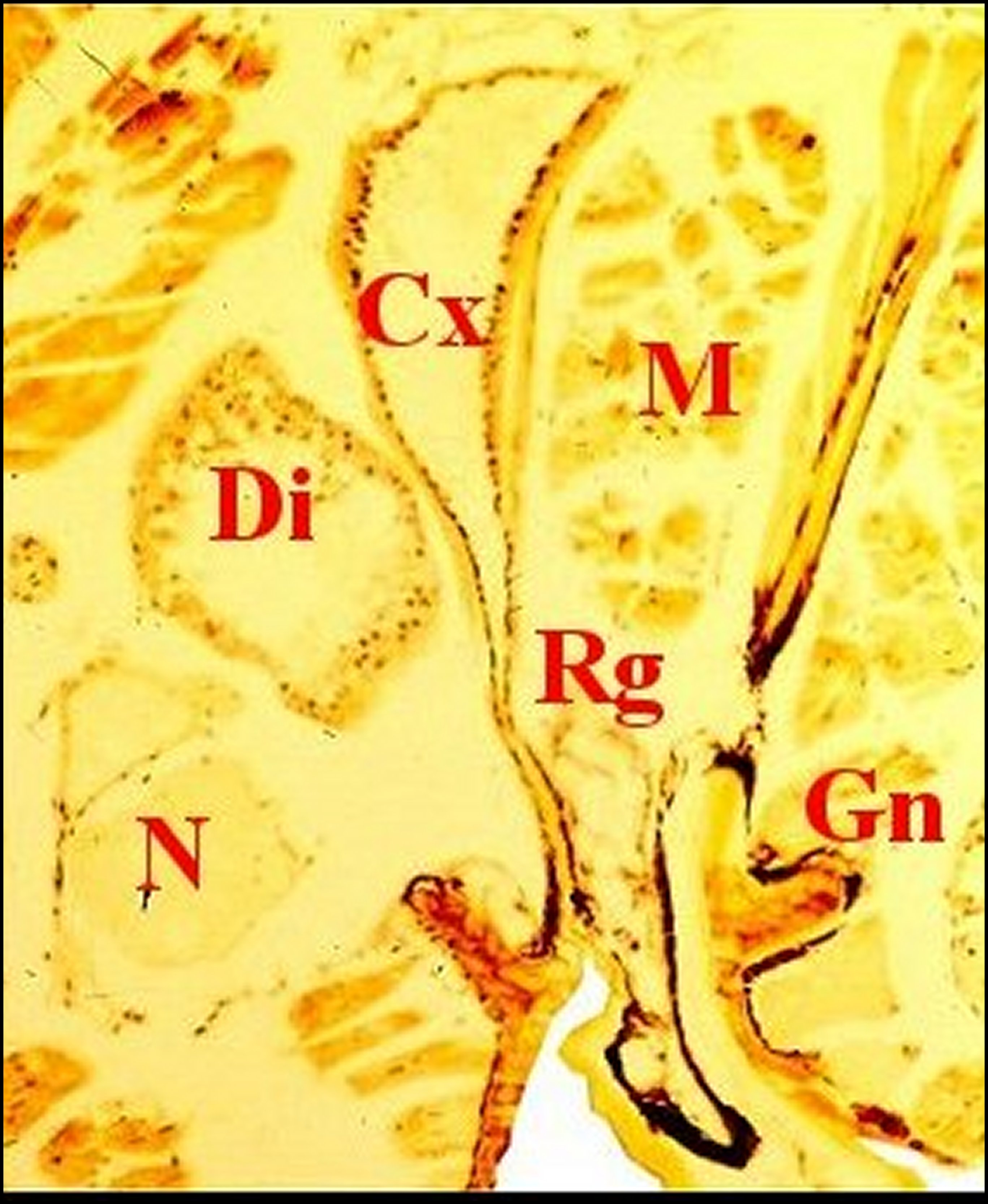
Metepeira incrassata, coupe histologique longitudinale du prosoma passant par une glande rétrognathocoxale et la glande coxale proprement dite.

La glande rétrogonoporale de certaines Araignées est située dans l'abdomen ou opisthosoma, en arrière de l'orifice génital chez la femelle de Leptyphantes sanctibenedicti  ou Pseudomaro aenigmaticus (Linyphiidae). 